# Front Line Defenders
Front Line Defenders ist eine Nichtregierungsorganisation in Dublin in Irland, die sich für Menschenrechtsaktivisten in gefährdeten Situationen engagiert.

## Tätigkeit
Die Stiftung veröffentlicht Fälle von gefährdeten, bedrohten, inhaftierten und verschwundenen Menschenrechtsaktivisten und setzt sich bei internationalen Organisationen und bei den nationalen Verantwortlichen für diese Personen ein. Sie veröffentlicht Dokumentationen über diese Fälle.
Die Organisation bietet außerdem Beratung und Informationen für Menschenrechtsaktivisten über die Möglichkeiten eines besseren Schutzes, auch im IT-Bereich.
Sie unterstützt betroffene Personen finanziell und bietet ihnen auf Wunsch auch Zuflucht an einem sicheren Ort. Die Organisation bietet auch Austauschmöglichkeiten für Aktivisten.
Die Organisation vergibt jährlich den Front Line Defenders Award für Personen oder Organisationen, die sich besonders für den Schutz der Menschenrechte engagiert haben. Sie ist an der Vergabe des Martin Ennals Award beteiligt.

## Geschichte
Die Stiftung wurde 2001 von Mary Lawlor in Dublin gegründet. Denis O’Brien spendete das Stiftungskapital von 3 Millionen US-Dollar.

## Strukturen
Die Organisation unterhält regionale Vertretungen in Ländern Afrikas, Asiens, Nord- und Südamerikas und des Nahen Ostens. Sie hat ein Büro bei der Europäischen Union in Brüssel.
Der Verein hat einen Konsultativstatus beim Wirtschafts- und Sozialrat der Vereinten Nationen. Sie unterstützt den UN-Sonderberichterstatter für die Situation von Menschenrechtsverteidigern.
Die Organisation hat einen Beobachterstatus bei der Afrikanischen Kommission für Menschenrechte und die Rechte der Völker. Sie arbeitet mit dem Europarat und verschiedenen internationalen Menschenrechtsorganisationen zusammen.

## Auszeichnungen
- 2007: König-Baudouin-Preis
- 2014: Ritter der französischen Ehrenlegion für Mary Lawlor
- 2016: Deutsch-Französischer Preis für Menschenrechte und Rechtsstaatlichkeit des französischen und deutschen Außenministeriums für Mary Lawlor
- 2018: Menschenrechtspreis der Vereinten Nationen[2]